# Realitatea TV
Realitatea TV, che significa "Reality TV", è una rete televisiva romena distribuita da molti operatori via cavo in Romania e Moldavia. Il suo principale proprietario è l'imprenditore romeno Elan Schwartzenberg.

## Storia
Anche se ha iniziato a trasmettere nel 2001 come televisione di profilo generale, è diventata presto la prima televisione di notizie romena sulle 24 ore (2002).
Realitatea TV fa parte di Realitatea Media, che è presente sul mercato radio e online.

### Primo decennio ed evoluzione sotto Silviu Prigoană e Sorin Ovidiu Vântu
Realitatea TV ha iniziato a trasmettere nel 2001, come stazione televisiva di profilo generale. Tuttavia, ha iniziato a trasmettere notiziari ogni ora e presto ha cambiato il suo formato, diventando la prima rete televisiva di news in Romania. Prigoană ha portato Ion Cristoiu a supervisionare il canale e ad aumentare il suo pubblico.
Nel 2004 Silviu Prigoană vendette la rete a un'azienda italiana che successivamente la vendette a Petrom, che successivamente la diede a Sorin Ovidiu Vântu, nel 2006. Vântu venne occasionalmente accusato di usare la televisione per manipolare l'opinione pubblica contro il presidente Băsescu e il suo partito. Alla fine Vântu vendette Realitatea a Elan Schwarzenberg.